# El relojero ciego
El relojero ciego (título original: The Blind Watchmaker ) es un libro de divulgación científica escrito por el biólogo Richard Dawkins, publicado en 1986. Se puede considerar que es una continuación de El gen egoísta, libro anterior del autor que trata sobre el mismo tema, ya que aprovecha para responder algunas de las críticas que surgieron después de su publicación.

## Contenido
En los capítulos 1 "Explicar lo improbable" y 2 "Un buen diseño", trata de refutar las ideas expuestas por el teólogo William Paley en 1802. Según Paley, la vida, debido a su complejidad y perfección, es evidencia para creer en Dios. Es un mecanismo como un reloj, y los relojes son creados por relojeros. Dawkins usa ese símil para argumentar que el supuesto relojero de la vida no planifica a largo plazo (es ciego). Argumenta que la vida, aunque compleja, no es perfecta. El propio ojo humano contiene una falta de eficiencia debida a la orientación de las células fotosensibles. Por otro lado, la consecución de la complejidad se puede lograr mediante la acumulación progresiva de pequeñas modificaciones.
En el capítulo 3 "Acumular pequeños cambios" se muestran al lector un par de ejemplos de cómo se puede conseguir la complejidad mediante la evolución. El método, que posteriormente inspiró a los informáticos, es el de los algoritmos genéticos. Uno de ellos es el programa Weasel (Comadreja), que deriva partes de la obra de Shakespeare a partir de los principios de la selección acumulativa. El otro crea bioformas.
Luego continúa definiendo la evolución natural y cómo debe solventarse el problema de la macroevolución.
En el capítulo 10 "El verdadero árbol de la vida" subraya la importancia de que la evolución crea un árbol de especies, no una escalera de especies (en el que supuestamente hay unas especies "menos" desarrolladas que otras). De esta forma, varias especies actuales provienen de antepasados comunes.
Finalmente, en el capítulo 11 "Rivales predestinados" discute con las otras posibles hipótesis para explicar la variedad de la vida; desde el lamarckismo hasta el creacionismo, argumentando por qué dichas hipótesis fracasan. Por otro lado, da por zanjada la discusión con la versión neutralista que determina que la mayoría de las mutaciones no influyen en los seres vivos. Según Dawkins, ese tipo de mutaciones no actúan en la evolución y son irrelevantes.